# MyAnimeList
MyAnimeList（マイアニメリスト、MAL）は、株式会社MyAnimeListが運営する、日本のアニメや漫画を専門としたソーシャル・ネットワーキング・サービスのウェブサイト。

## 概要
アニメや漫画をリスト形式で整理するシステムを備えている。これにより、巨大なアニメや漫画のデータベースの中から、好みに近い作品をユーザー間で共有できるようにしている。MyAnimeListは、440万のアニメ作品と、77万5000の漫画作品が登録されている。このサイトは、2015年に一か月間で1億2000万人の訪問者数を記録した。

## 沿革
- 2004年11月 - ギャレット・ギスラーがAnimeList（MyAnimeList）を開始[6]。
- 2008年4月 - CraveOnline Media, LLCがMyAnimeListを買収[7]。
- 2015年1月 - DeNAがMyAnimeListを買収[8]。
- 2019年1月 - メディアドゥがMyAnimeList, LLCを買収[9]。
- 2020年7月 - メディアドゥが株式会社MyAnimeListを設立し、MyAnimeList, LLCから全事業を譲受。
- 2021年3月 - 講談社、集英社、小学館、メディアドゥが第三者割当増資を引受[10]。
- 2021年6月  - アカツキ、アニメタイムズ社、KADOKAWA、DMM.comが第三者割当増資を引受[11]。
- 2021年7月 - 電通グループ、ブシロード、他事業協力会社が第三者割当増資を引受[12]。
- 2023年1月 - エイチ・アイ・エスとの業務提携を締結[13]。
- 2023年12月 - 7日にサーティースリーとの業務提携を締結[14]。11日にNTTドコモ、アカツキ、メディアドゥとの業務提携を締結[15]。
- 2024年2月 - Animoca Brands、コアミックスが第三者割当増資を引受[16]。
- 2025年2月 - CyberAgent Americaとの戦略的パートナーシップを締結[2]。
- 2025年3月 - メディアドゥが株式会社MyAnimeListの全保有株式をGaudiyに譲渡することを決定[17]。
- 2025年5月 - 既存株主が保有株式を譲渡したことにより、Gaudiyが株式会社MyAnimeListの単独所有者となる[18]。